# Drosophila metzii
Drosophila metzii är en tvåvingeart som beskrevs av Alfred Sturtevant 1921. Drosophila metzii ingår i släktet Drosophila och familjen daggflugor.
Artens utbredningsområde sträcker sig från Västindien och Mexiko till Colombia och Trinidad.